# La Chapelle-Saint-Étienne
La Chapelle-Saint-Étienne foi uma comuna francesa na região administrativa da Nova Aquitânia, no departamento de Deux-Sèvres. Estendia-se por uma área de 18,81 km². Em 2010 a comuna tinha 321 habitantes (densidade: 17,1 hab./km²).
Em 1 de janeiro de 2019, passou a formar parte da nova comuna de Moncoutant-sur-Sèvre.